# 基罗韦茨农村居民点
基罗韦茨农村居民点（俄语：Кировское сельское поселение）是俄罗斯联邦伏尔加格勒州中阿赫图巴区所属的一个农村居民点。其下辖有9个居民点，行政中心为列比亚日亚波利亚纳。据2016年统计，该农村居民点的人口为3134人。